# A8-1 (autoestrada)
A A8-1 – Circular Oriental de Leiria é uma autoestrada que estabelece a ligação entre a A8 e o IC2 – Leiria Norte num total de 3,2 km. Tem uma orientação Norte – Sul e serve também de ligação do IC2 à A1 via IC36.
A A8-1 faz parte da Subconcessão do Litoral Oeste que foi adjudicada em 26 de fevereiro de 2009 à AELO – Autoestradas do Litoral Oeste, SA.

## Estado dos troços
| Troço                          | Situação   | km  |
| ------------------------------ | ---------- | --- |
| IC 2 Leiria Norte – A 8 Pousos | Em serviço | 3,2 |

## Perfil
| Troço                          | Perfil | Extensão |
| ------------------------------ | ------ | -------- |
| IC 2 Leiria Norte – A 8 Pousos |        | 3,2 km   |